# NGC 3228
NGC 3228 je otvoreni skup u zviježđu Jedru.

## Vanjske poveznice
- SEDS: NGC 3228
- (eng.) Revidirani Novi opći katalog
- (eng.) Izvangalaktička baza podataka NASA-e i IPAC-a
- (eng.) Astronomska baza podataka SIMBAD
- (eng.) VizieR